# Gacé
Gacé település Franciaországban, Orne megyében. Lakosainak száma 1771 fő (2022. január 1.). Gacé Cisai-Saint-Aubin, Coulmer, Croisilles, Résenlieu és Saint-Evroult-de-Montfort községekkel határos.

## Népesség
A település népességének változása:
| Lakosok száma | 1966 | 1896 | 1951 | 1861 | 1836 | 1811 | 1796 | 1786 | 1771 |
|               | 2013 | 2015 | 2016 | 2017 | 2018 | 2019 | 2020 | 2021 | 2022 |